# Victor Boniface
Victor Okoh Boniface (Lagos, 23 dicembre 2000) è un calciatore nigeriano, attaccante del Bayer Leverkusen e della nazionale nigeriana.

## Caratteristiche tecniche
Ritenuto uno dei migliori talenti africani in circolazione, è un centravanti di piede destro che abbina forza fisica e abilità tecnica; è in possesso di un tiro potente e preciso ed è un ottimo rigorista.

## Carriera

### Club

#### Gli inizi
Calcisticamente cresciuto nel settore giovanile del Real Sapphire, il 4 marzo 2018 ha firmato un contratto quadriennale con i norvegesi del Bodø/Glimt; ha esordito in prima squadra il 22 settembre 2019, nel pareggio per 1-1 sul campo del Ranheim, mentre il 1º dicembre 2019 ha realizzato la sua prima rete in carriera, nella sconfitta per 2-4 sul campo del Molde. Il 27 agosto 2020 ha giocato la sua prima partita nelle competizioni europee, segnando un gol al debutto nella vittoria per 6-1 contro il Kauno Žalgiris in Europa League.

#### Union Saint-Gilloise
Il 2 agosto 2022 è stato ingaggiato dai belgi dell'Union Saint-Gilloise, con i quali ha firmato un contratto quadriennale; ha esordito con la nuova maglia il 13 agosto 2022, nella vittoria interna per 2-1 contro il Kortrijk, mentre la settimana successiva ha realizzato la sua prima rete nel match vinto per 2-1 contro l'Anderlecht. Il 13 ottobre 2022 ha messo a segno una doppietta nel pareggio per 3-3 contro il Braga in Europa League. Al termine della stagione ha vinto il titolo di capocannoniere dell'Europa League a pari merito con Marcus Rashford del Manchester United.

#### Bayer Leverkusen
Il 22 luglio 2023 è stato acquistato dai tedeschi del Bayer Leverkusen per circa venti milioni di euro; il 12 agosto 2023 ha segnato all'esordio con la nuova maglia, nella vittoria per 8-0 sul campo del Teutonia in DFB Pokal. In Bundesliga si sblocca alla seconda giornata contro il Gladbach. A fine stagione colleziona 21 reti in 34 partite complessive, che consentono al Leverkusen di vincere il suo primo campionato oltre che la coppa nazionale.

### Nazionale
Il 10 settembre 2023 ha esordito con la nazionale nigeriana, nel successo per 6-0 contro São Tomé e Príncipe; va a segno alla sua seconda presenza, il 13 ottobre 2023, nell'amichevole pareggiata per 2-2 contro l'Arabia Saudita.

## Statistiche

### Presenze e reti nei club
Statistiche aggiornate al 17 maggio 2025.
| Stagione                | Club                    | Campionato              | Campionato | Campionato | Coppe nazionali | Coppe nazionali | Coppe nazionali | Coppe continentali | Coppe continentali | Coppe continentali | Altre competizioni | Altre competizioni | Altre competizioni | Totale | Totale |
| Stagione                | Club                    | Comp                    | Pres       | Reti       | Comp            | Pres            | Reti            | Comp               | Pres               | Reti               | Comp               | Pres               | Reti               | Pres   | Reti   |
| ----------------------- | ----------------------- | ----------------------- | ---------- | ---------- | --------------- | --------------- | --------------- | ------------------ | ------------------ | ------------------ | ------------------ | ------------------ | ------------------ | ------ | ------ |
| 2018-2019               | Bodø/Glimt              | ES                      | 8          | 0          | CN              | 0               | 0               | -                  | -                  | -                  | -                  | -                  | -                  | 8      | 0      |
| 2019-2020               | Bodø/Glimt              | ES                      | 10         | 0          | CN              | 3               | 1               | UCL+UECL           | 3+6                | 2+0                | -                  | -                  | -                  | 13     | 2      |
| 2020-2021               | Bodø/Glimt              | ES                      | 30         | 13         | CN              | 2               | 2               | UCL                | 4                  | 5                  | -                  | -                  | -                  | 36     | 21     |
| 2021-2022               | Bodø/Glimt              | ES                      | 0          | 0          | CN              | 0               | 0               | -                  | -                  | -                  | -                  | -                  | -                  | 0      | 0      |
| Totale Bodø/Glimt       | Totale Bodø/Glimt       | Totale Bodø/Glimt       | 48         | 13         |                 | 5               | 3               |                    | 13                 | 7                  |                    | -                  | -                  | 66     | 23     |
| 2022-2023               | Union Saint-Gilloise    | D1                      | 37         | 9          | CB              | 4               | 2               | UEL                | 10                 | 6                  | -                  | -                  | -                  | 51     | 17     |
| 2023-2024               | Bayer Leverkusen        | BL                      | 23         | 14         | CG              | 3               | 2               | UEL                | 8                  | 5                  | -                  | -                  | -                  | 34     | 21     |
| 2024-2025               | Bayer Leverkusen        | BL                      | 19         | 8          | CG              | 3               | 1               | UCL                | 4                  | 1                  | SG                 | 1                  | 1                  | 27     | 11     |
| Totale Bayer Leverkusen | Totale Bayer Leverkusen | Totale Bayer Leverkusen | 42         | 22         |                 | 6               | 3               |                    | 12                 | 6                  |                    | 1                  | 1                  | 61     | 32     |
| Totale Carriera         | Totale Carriera         | Totale Carriera         | 127        | 44         |                 | 15              | 8               |                    | 35                 | 19                 |                    | 1                  | 1                  | 178    | 72     |

### Presenze e reti in nazionale
| Cronologia completa delle presenze e delle reti in nazionale ― Nigeria | Cronologia completa delle presenze e delle reti in nazionale ― Nigeria | Cronologia completa delle presenze e delle reti in nazionale ― Nigeria | Cronologia completa delle presenze e delle reti in nazionale ― Nigeria | Cronologia completa delle presenze e delle reti in nazionale ― Nigeria | Cronologia completa delle presenze e delle reti in nazionale ― Nigeria | Cronologia completa delle presenze e delle reti in nazionale ― Nigeria | Cronologia completa delle presenze e delle reti in nazionale ― Nigeria |
| Data                                                                   | Città                                                                  | In casa                                                                | Risultato                                                              | Ospiti                                                                 | Competizione                                                           | Reti                                                                   | Note                                                                   |
| ---------------------------------------------------------------------- | ---------------------------------------------------------------------- | ---------------------------------------------------------------------- | ---------------------------------------------------------------------- | ---------------------------------------------------------------------- | ---------------------------------------------------------------------- | ---------------------------------------------------------------------- | ---------------------------------------------------------------------- |
| 10-9-2023                                                              | Uyo                                                                    | Nigeria                                                                | 6 – 0                                                                  | São Tomé e Príncipe                                                    | Qual. Coppa d'Africa 2023                                              | -                                                                      | 64’                                                                    |
| 13-10-2023                                                             | Portimão                                                               | Arabia Saudita                                                         | 2 – 2                                                                  | Nigeria                                                                | Amichevole                                                             | 1                                                                      | 78’                                                                    |
| 16-10-2023                                                             | Albufeira                                                              | Mozambico                                                              | 2 – 3                                                                  | Nigeria                                                                | Amichevole                                                             | -                                                                      | 75’                                                                    |
| 16-11-2023                                                             | Uyo                                                                    | Nigeria                                                                | 1 – 1                                                                  | Lesotho                                                                | Qual. Mondiali 2026                                                    | -                                                                      |                                                                        |
| 19-11-2023                                                             | Butare                                                                 | Zimbabwe                                                               | 1 – 1                                                                  | Nigeria                                                                | Qual. Mondiali 2026                                                    | -                                                                      | 46’                                                                    |
| 10-6-2024                                                              | Abidjan                                                                | Benin                                                                  | 2 – 1                                                                  | Nigeria                                                                | Qual. Mondiali 2026                                                    | -                                                                      | 51’                                                                    |
| 7-9-2024                                                               | Uyo                                                                    | Nigeria                                                                | 3 – 0                                                                  | Benin                                                                  | Qual. Coppa d'Africa 2025                                              | -                                                                      | 72’                                                                    |
| 10-9-2024                                                              | Kigali                                                                 | Ruanda                                                                 | 0 – 0                                                                  | Nigeria                                                                | Qual. Coppa d'Africa 2025                                              | -                                                                      | 46’                                                                    |
| 11-10-2024                                                             | Uyo                                                                    | Nigeria                                                                | 1 – 0                                                                  | Libia                                                                  | Qual. Coppa d'Africa 2025                                              | -                                                                      | 74’                                                                    |
| 14-11-2024                                                             | Abidjan                                                                | Benin                                                                  | 1 – 1                                                                  | Nigeria                                                                | Qual. Coppa d'Africa 2025                                              | -                                                                      | 72’                                                                    |
| 18-11-2024                                                             | Uyo                                                                    | Nigeria                                                                | 1 – 2                                                                  | Ruanda                                                                 | Qual. Coppa d'Africa 2025                                              | -                                                                      | 89’                                                                    |
| 25-3-2025                                                              | Uyo                                                                    | Nigeria                                                                | 1 – 1                                                                  | Zimbabwe                                                               | Qual. Mondiali 2026                                                    | -                                                                      | 87’                                                                    |
| 6-6-2025                                                               | Mosca                                                                  | Russia                                                                 | 1 – 1                                                                  | Nigeria                                                                | Amichevole                                                             | -                                                                      | 61’                                                                    |
| Totale                                                                 |                                                                        | Presenze                                                               | 13                                                                     |                                                                        | Reti                                                                   | 1                                                                      |                                                                        |

## Palmarès

### Club
- Campionato norvegese: 2

Bodø/Glimt: 2019-2020, 2020-2021
- Campionato tedesco: 1

Bayer Leverkusen: 2023-2024
- Coppa di Germania: 1

Bayer Leverkusen: 2023-2024
- Supercoppa di Germania: 1

Bayer Leverkusen: 2024

### Individuale
- Capocannoniere della UEFA Europa League: 1

Union Saint-Gilloise: 2022-2023 (6 reti)
- Squadra della stagione della UEFA Europa League: 1

2022-2023